# Rudnayovo náměstí
Rudnayovo náměstí je náměstí v bratislavské městské části Staré Mesto. Nachází se u katedrály svatého Martina.
Náměstí je pojmenováno podle slovenského kardinála Alexandra Rudnaye (1760–1831), uherského primase.
Na Rudnayově náměstí 4 má sídlo Gašparkovo divadlo.

## Galerie

Rudnayovo náměstí v Bratislavě
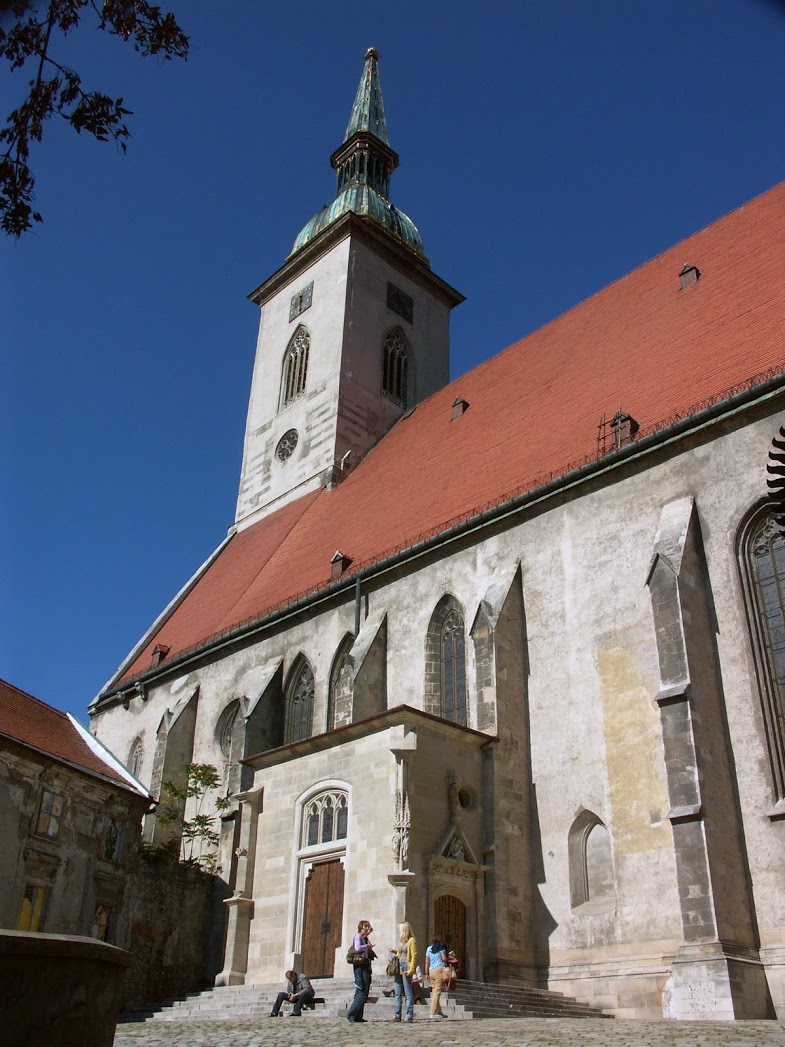
Katedrála svatého Martina
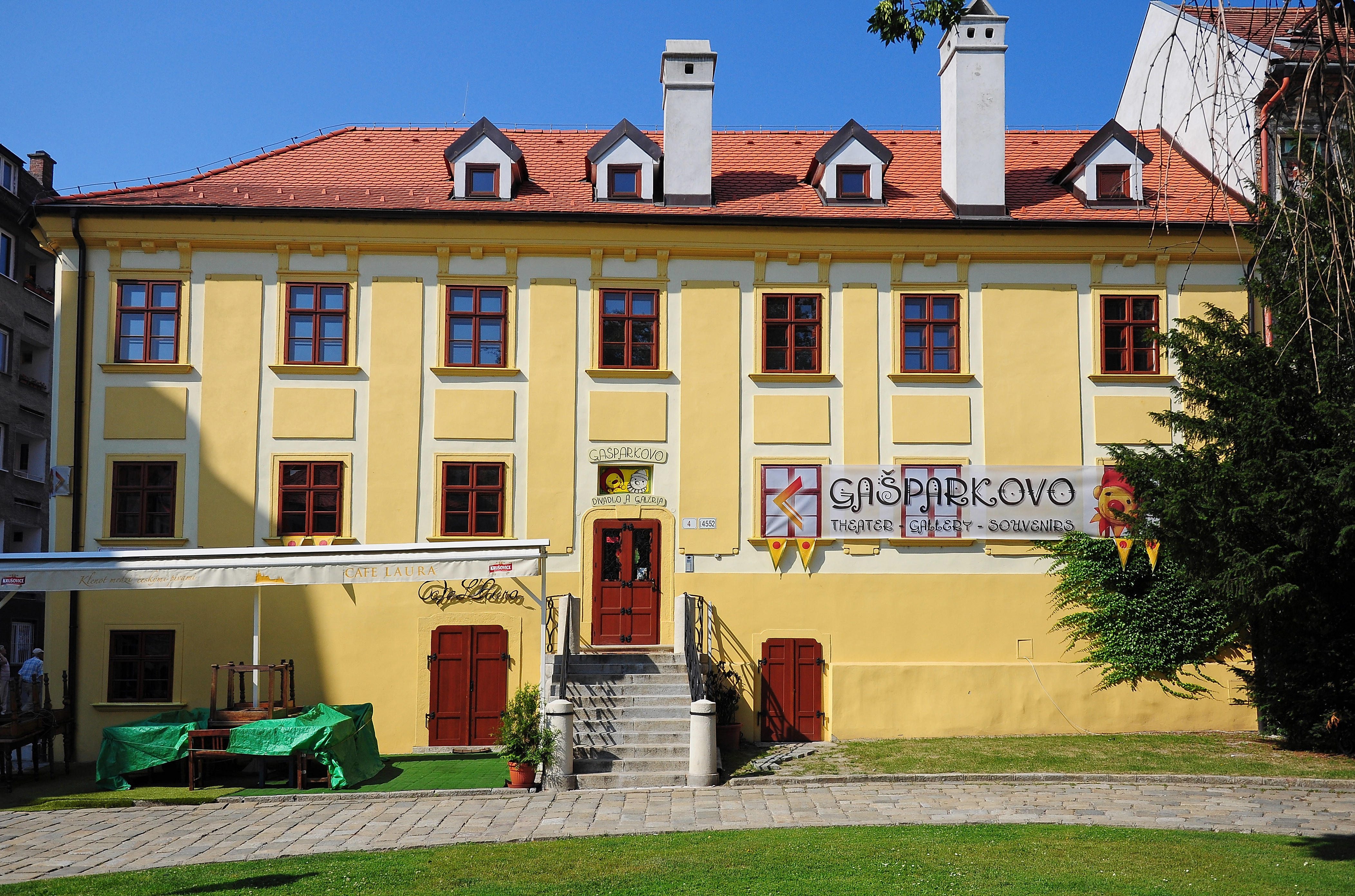
Gašparkovo divadlo (do roku 2020)
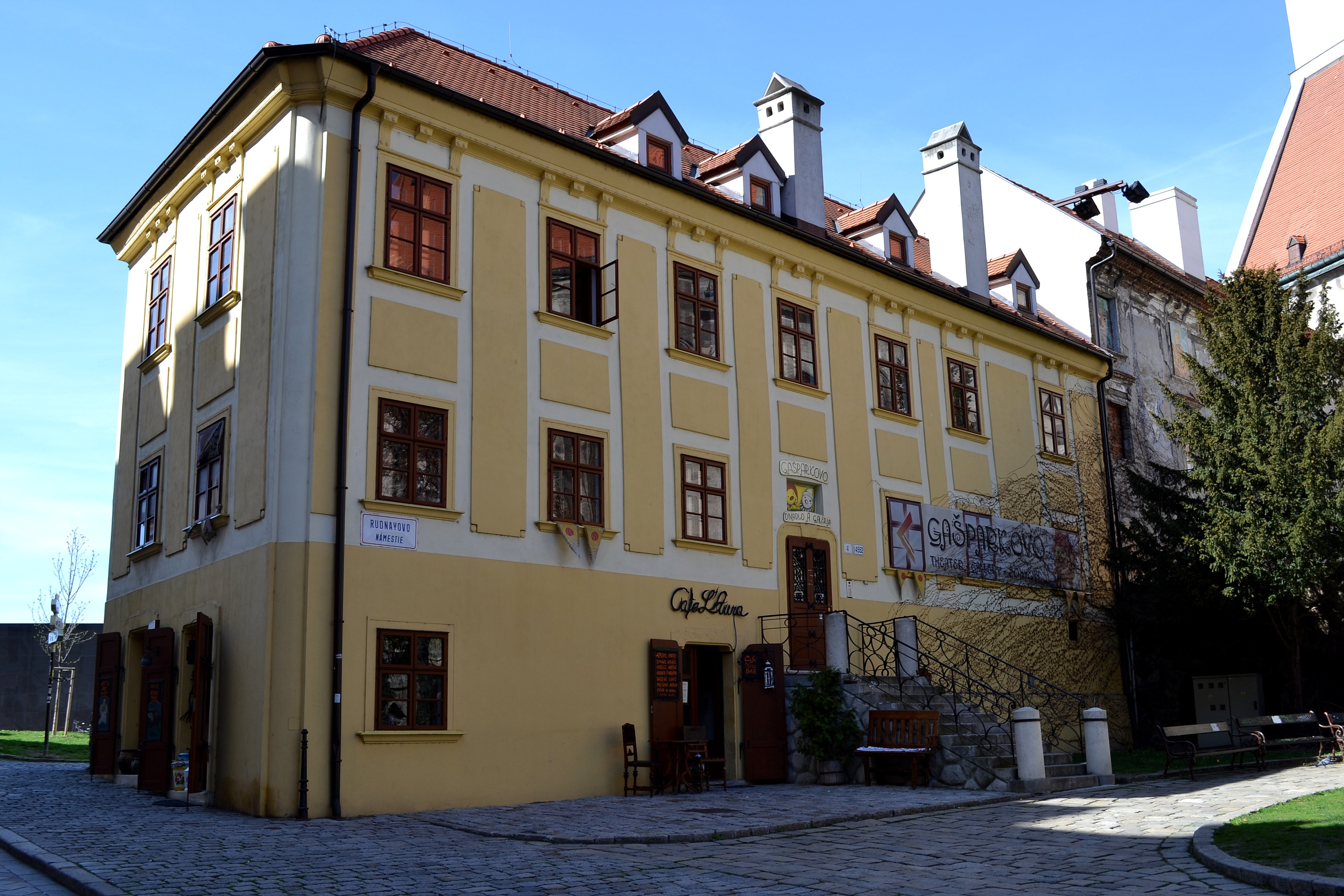
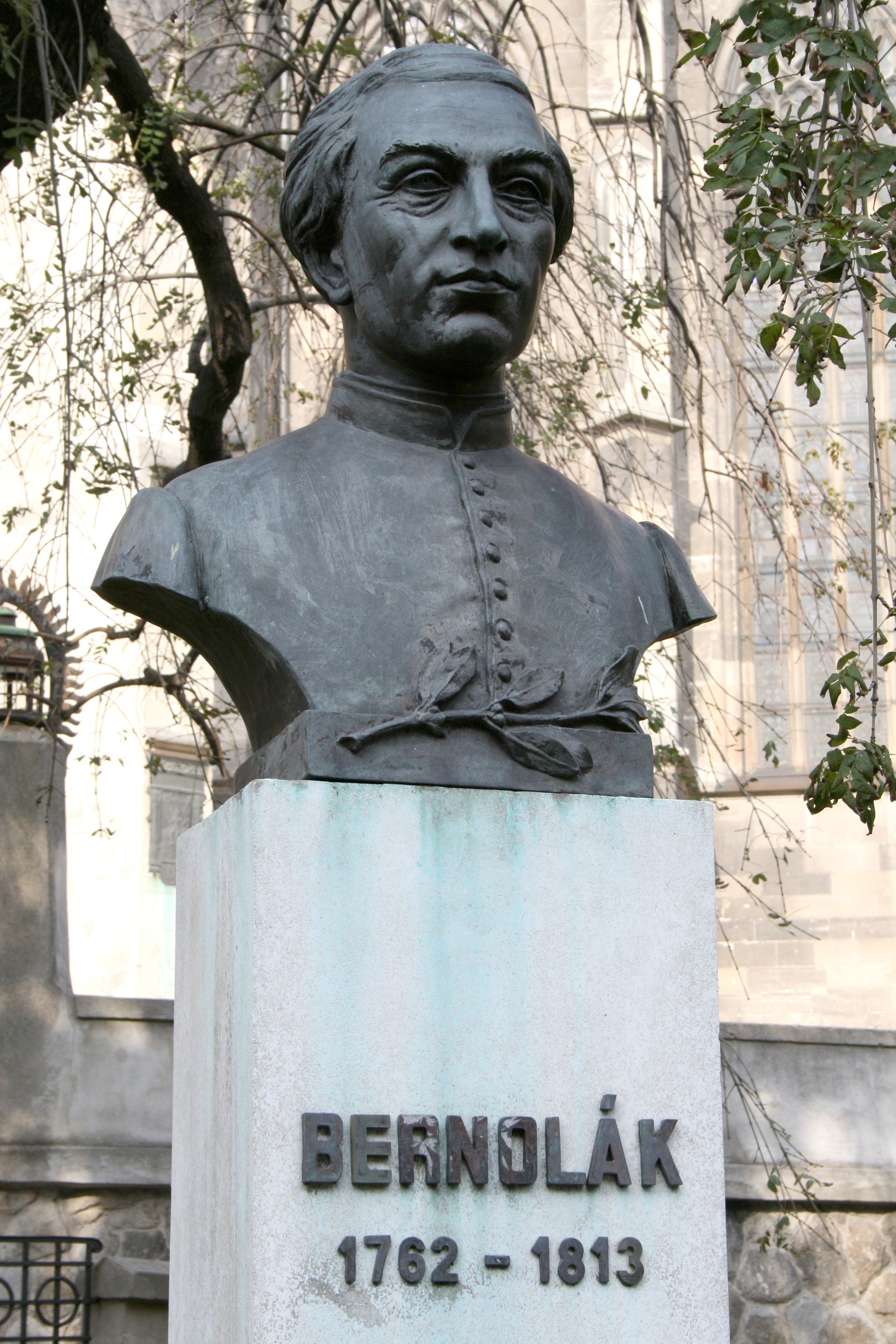
socha Antona Bernoláka